# Короткие истории (мультфильм)
«Короткие истории» — советский мультфильм 1970 года, снятый на студии «Киевнаучфильм» режиссёром Давидом Черкасским. Состоит из двух сюжетов — «Диоген из Синопа» и «Как Панург утопил в море купца и его баранов».

## Сюжет

### Диоген из Синопа
Сидел Диоген как обычно в своей бочке и писал философские мысли. Стали его отвлекать разговоры проходящих мимо граждан, и поэтому он купил себе квартиру и изящно её обставил. Но вот беда — теперь он сам стал отвлекаться на окружающие его вещи и есть не в меру, и на философствования не оставалось времени. Захотелось залезть ему в старую бочку, но из-за его комплекции бочка развалилась.

### Как Панург утопил в море купца и его баранов
Плыли на корабле бродяга Панург и купец Индюшонок со своим стадом баранов. Панург купил у Индюшонка вожака отары за большие деньги и выбросил его за борт. За вожаком бросилось всё стадо. Купец, пытающийся спасти своих овец, также последовал за ними, но утонул. Долго потом рассказывал эту историю Панург на застольях, но всегда молчал о том, что сам хотел броситься за борт вслед за стадом.

## Съёмочная группа
- Автор сценария: Феликс Кривин
- Режиссёр: Давид Черкасский
- Художник-постановщик: Радна Сахалтуев
- Операторы: Анатолий Гаврилов, Н. Шевчук
- Композитор: Георгий Фиртич
- Звукооператор: Ирина Чефранова
- Редактор: Тадеуш Павленко
- Аниматоры: Наталья Марченкова, Давид Черкасский

## Критика
Киновед Сергей Асенин в своей книге 1974 года «Волшебники экрана» отнёс «Короткие истории» Д. Черкасского к выделенному Асениным в творчестве представителей украинской мультипликации яркому сатирическому направлению, широко использующему традиции острого и сочного народного юмора.
Авторы изданной в 1984 году ВНИИ киноискусства Госкино СССР монографии «Советское кино. 70-е годы: Основные тенденции развития» отнесли «Короткие истории» Д. Черкасского к отличавшемуся актуальной и современной (на тот момент времени) проблематикой направлению, предпочитавшему жанры философской притчи, памфлета, сатирической миниатюры и фельетона. Это направление, лежавшее в русле распространённых тогда стилистических тенденций предельного обобщения и контуризации рисунка, сводивших его в конечном счёте к юмористическому изображению, карикатуре, не оказало «сколько-нибудь заметного влияния на формирование национального своеобразия украинской мультипликации».